# Mickey Spillane (schrijver)
Frank Morrison (Mickey) Spillane (New York, 9 maart 1918 – Murrells Inlet, South Carolina, 17 juli 2006) was een Amerikaanse schrijver van detectiveverhalen. Hij genoot vooral bekendheid door zijn serie over de denkbeeldige privédetective Mike Hammer. Ook heeft hij teksten voor tekenstrips geschreven, enige tijd bij een circus gewerkt en geacteerd. Zo trad hij onder meer op in de aflevering 'Publish or Perish' (1974) van de bekende Amerikaanse tv-detectiveserie Columbo waarin hij de schrijver Alan Mallory speelde die wordt vermoord door zijn uitgever Riley Greenleaf (gespeeld door Jack Cassidy). Verder schreef hij ook voor het kinderboekgenre; zijn The Day the Sea Rolled Back uit 1979 leverde hem een literaire prijs op.
Tijdens de Tweede Wereldoorlog diende hij in het Amerikaanse leger als opleider van gevechtspiloten.
Samen met Dashiell Hammett en Raymond Chandler wordt hij wel gezien als de vader van het moderne 'hardboiled' (vertaling: harde) Amerikaanse detectiveverhaal.

Zijn eerste belangrijke werk was I, the Jury uit 1947 en was meteen een doorslaand succes. Decennialang was Spillane een van de populairste schrijvers in de Verenigde Staten. Zeven van z'n titels maken deel uit van de top tien van meest verkochte boeken in de 20e eeuw in de VS.
Voor zijn bijdrage aan de detectiveliteratuur ontving hij dan ook in 1995 van de Mystery Writers of America de Grand Master Award.
Mickey Spillane overleed na een lang ziekbed op 88-jarige leeftijd.

## Werken
Mike Hammer-serie:
- I, the jury (1947) Ik, de rechter, ook uitgegeven als Rendez-vous met de dood
- My gun Is quick (1950) Aasgier en asfaltbloem
- Vengeance is mine (1950) Mij is de wraak
- One lonely night (1951) Een eenzame nacht, ook uitgegeven als Bloedhonden
- The big kill (1951) De grote moord, ook uitgegeven als Kogels zijn geen kinderspeelgoed
- Kiss me, deadly (1952) Kus me voor je sterft
- The girl hunters (1962) De vrouwenjagers
- The snake (1965) De slang, ook uitgegeven als Slangegif voor een senator
- The twisted thing (1966) De dolgedraaide detective, ook uitgegeven als De kronkel
- The body lovers (1967) Lief zijn voor dode dames, ook uitgegeven als Verkeerd verbonden
- Survival ... zero! (1970) Een navel met een starre blik
- The killing man (1989) De killer
- Black alley (1996)

Tiger Mann-serie:
- Day of the guns (1964) Dag van geweld, ook uitgegeven als Een graf vol gaten
- Bloody sunrise (1965) Des duivels dageraad, ook uitgegeven als Kus de killer
- The death dealers (1965) Liever laat dan dood, ook uitgegeven als Ollie, vrouwen en revolvers
- The by-pass control (1966) De lady lonkte, ook uitgegeven als De fatale knop

Overig:
- The long wait (1951) Beeldschoon bedrog, ook uitgegeven als Jacht op een lijk
- Me, Hood (1959) Ik ben een gangster
- The deep (1961) Surprise voor een syndicaat, ook uitgegeven als De meester
- Return of the Hood (1964) De gangster is terug
- The flier (1964) De piloot
- Killer mine (1965) Geliefde moordenaar
- Man alone (1965) Eenzame strijd
- The erection set (1972) Scherpschutters
- The last cop out (1973) Geen parels voor de zwijnen

Kinderboek
- The day the sea rolled back (1979) Avontuur op de bodem van de zee